# Santeri Siimes
Santeri Siimes (1981, Helsinki) es un compositor y organista finlandés.

## Trayectoria
Estudió órgano y piano en la Academia Sibelius con Harri Viitanen, Meri Louhos y Carlos Juris entre sus profesores. Además, profundizó sus estudios de órgano asistiendo a una clase magistral de Naji Hakim. A pesar de que su repertorio abarca estilos muy variados, como intérprete se ha dedicado sobre todo a la música organística de la escuela francesa de los siglos XIX y XX. Como compositor, Siimes es autodidacta. Su obra comprende música de órgano (p.ej. doce sinfonías), de piano, de cámara, orquestal y vocal.
Además de su carrera musical, es lingüista. Se formó en filología románica en la Universidad de Helsinki y ha trabajado como profesor de varias lenguas románicas. En la actualidad, enseña lengua y literatura gallega en la Facultad de Letras de la Universidad de Helsinki.
- Datos: Q3109275